# Blejski strateški forum
Blejski strateški forum (BSF) je največja vsakoletna mednarodna konferenca na območju srednje in jugovzhodne Evrope, ki poteka že od leta 2006 na Bledu.

## Pretekli govorci
- Josep Borrell, visoki predstavnik Evropske unije za zunanje zadeve in varnostno politiko, Europe's great responsibility, 2020[3]

## Naslovi konferenc
- 2023: Solidarity for Global Security
- 2022: The Rule of Power or the Power of Rules?
- 2021: Future of Europe
- 2020: Neighbours – Regions – Global World: Partners or Rivals?: Challenges and Opportunities in the Post-COVID–19 World
- 2019: (Re)sources of (In)stability
- 2018: Bridging the Divide
- 2017: New Reality
- 2016: Safeguarding the Future
- 2015: Visions of New Partnerships
- 2014: Power of Trust
- 2013: A Changing Europe in a Changing World
- 2012: Europe and the Reshaped Global Order
- 2011: The Power of Future
- 2010: Global Outlook for the Next Decade
- 2009: The Politics of Economic Crisis: Redefining Economic and Geopolitical Landscapes in Europe and Eurasia
- 2008: Energy and Climate Change: Si.nergy for the Future
- 2007: European Union 2020: Enlarging and Integrating
- 2006: Political Reform and Sustainable Development in the South Caucasus[4]